# Larkin Goldsmith Mead

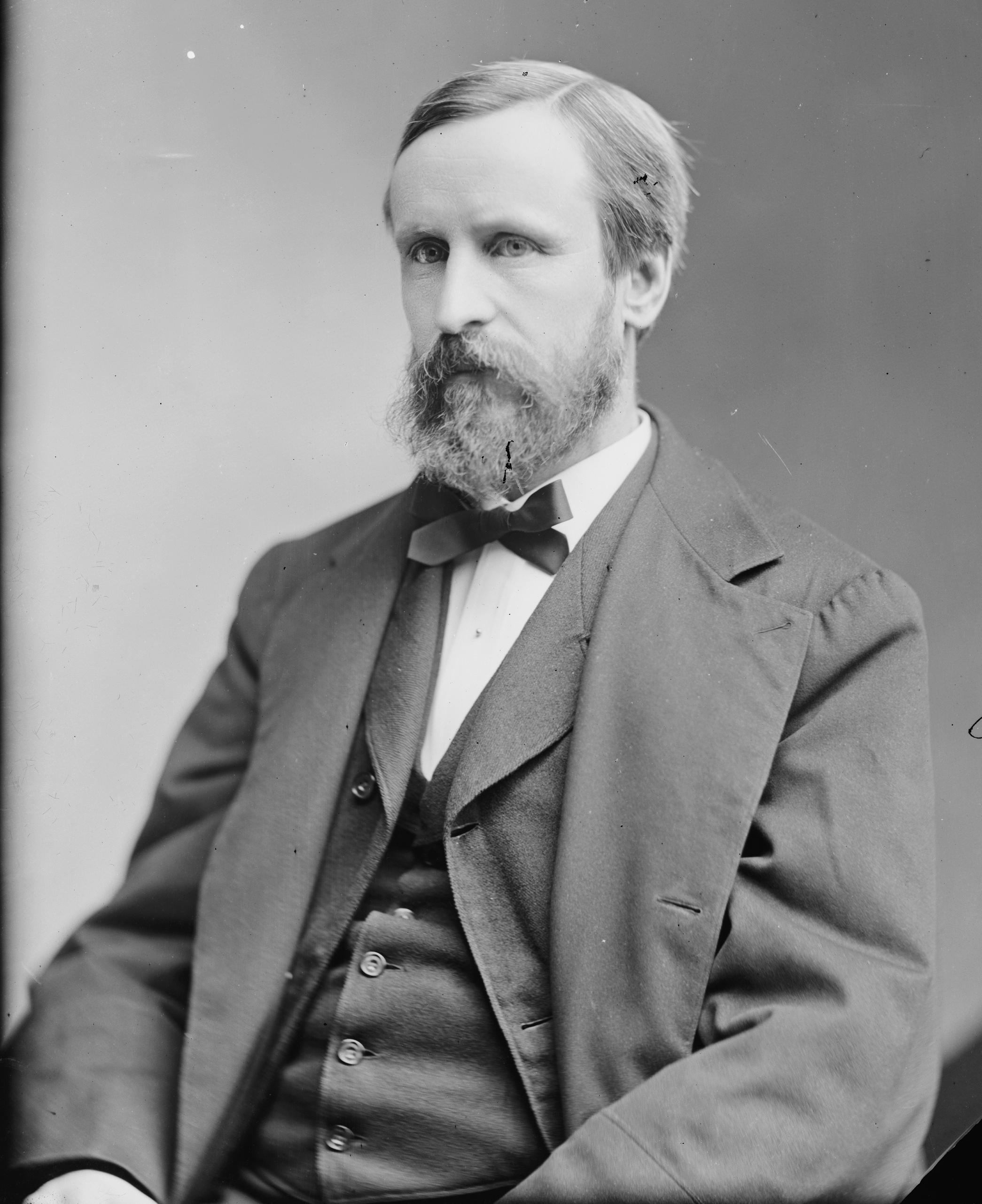
Larkin Goldsmith Mead, Aufnahme aus der Zeit zwischen 1865 und 1880.

Larkin Goldsmith Mead (* 3. Januar 1835 in Chesterfield, New Hampshire; † 15. Oktober 1910 in Florenz) war ein US-amerikanischer Bildhauer.
Mead wurde in Chesterfield geboren und war ein Schüler von Henry Kirk Brown. Während des Sezessionskrieges verbrachte er als Zeichner für Harper’s Weekly sechs Monate an der Front mit der Potomac-Armee. 1862–1865 verbrachte er in Italien, wobei er einen Teil dieser Zeit am amerikanischen Konsulat in Venedig verbrachte, wo sein Schwager William Dean Howells Konsul war. Er kehrte 1865 in die Vereinigten Staaten zurück, kam jedoch dann wieder nach Italien und lebte fortan in Florenz.
Seine erste wichtige Arbeit war eine Statue mit dem Namen Agriculture, Landwirtschaft, die das Gebäude des Vermont State Houses in Montpelier verschönern sollte. Diese Arbeit erwies sich als erfolgreich und kurz darauf verpflichtete man ihn für die Erschaffung einer Statue von Ethan Allen. Meads Arbeiten gehören zum Neoklassizismus. Seine wichtigsten Arbeiten sind das Monument für Präsident Abraham Lincoln in Springfield, Illinois, die Statue von Ethan Allen (1876) in der National Statuary Hall, auf dem Kapitol in Washington D.C., The Father of Waters für das Minneapolis City Hall and Hennepin County Courthouse in Minneapolis, Minnesota, Triumph of Ceres, eine für die World’Typs Columbian Exposition in Chicago angefertigte Arbeit, sowie eine große Lincoln-Büste im Vermont State House.
Sein Bruder William Rutherford Mead (1846–1928) war ein bekannter Architekt.